# Bernhard Sallmann
Bernhard Sallmann (* 1967 in Linz) ist ein österreichischer Filmemacher. Er lebt in Berlin.

## Leben
Bernhard Sallmann wuchs in Ansfelden auf und maturierte 1985 am Bundesrealgymnasium Traun. Nach dem Zivildienst studierte er Publizistik, Kommunikationswissenschaften und Germanistik an der Universität Salzburg und ab 1988 Medienwissenschaften an der Freien Universität Berlin. In seiner Diplomarbeit befasste er sich mit dem Film Klassenverhältnisse des französischen Filmemacher-Paar Straub-Huillet.

## Werk
In seinen Filmen befasst sich Sallmann vorwiegend mit Themen aus seiner Wahlheimat Berlin und der brandenburgischen Umgebung. Die Lausitz im Besonderen erfährt durch seine Werke Die Lausitz 20x90 und Träume der Lausitz, die gemeinsam mit Die Freiheit der Bäume die „Lausitz-Trilogie“ bilden, besondere Beachtung. Statische Einstellungen und kraftvolle Bildsprache prägen Die Freiheit der Bäume und Das schlechte Feld. In Letzterem widmet er sich erstmals einem Thema außerhalb Deutschlands und begibt sich auf Spurensuche in seiner Heimatstadt Ansfelden. Ebenfalls nach Österreich führt seine filmische Auseinandersetzung mit August Strindberg in Die Welt für sich und die Welt für mich. Sein Dokumentarfilm Fastentuch 1472 inszeniert und interpretiert das spätmittelalterliche Große Fastentuch in Zittau. In vier einflussreichen Filmen widmete sich der Regisseur den Wanderungen Theodor Fontanes. Im Dokumentarfilm Berlin JWD erkundet er ohne Dialog die Transformation der Gebiete zwischen Ringbahn und Berliner Stadtrand. Sallmann bezeichnet sich selbst als einen Außenseiter der Filmszene, dessen Arbeiten nicht der Logik des kommerziellen Kinos folgen.

## Filmografie (Regie)
- Berlin JWD (2022)
- Über Deutschland (2021)
- Havelland. Fontane (2019)
- Spreeland. Fontane (2018)
- Rhinland. Fontane (2017)
- Oderland. Fontane (2016)
- Fastentuch 1472 (2015, DCP, 93 Min)
- Die Welt für sich und die Welt für mich (2013, HD, 45 Min)
- Das schlechte Feld (2011, HD, 64 Min)
- Träume der Lausitz (2009, HD, 90 Min)
- Briefe nicht über die Liebe (2006, DigiBeta, 60 Min)
- Die Lausitz 20x90 (2004, 16 mm, 34 Min)
- Die Freiheit der Bäume (2003, 35 mm, 24 Min)
- 400 km Brandenburg (2002, 16 mm, 61 Min)
- Berlin-Neukölln (2001, DigiBeta, 89 Min)
- Deutsche Dienststelle (1999, DigiBeta, 56 Min)

### Auszeichnungen
- Förderpreis der DEFA-Stiftung 2010 für Träume der Lausitz
- Samsung Innovationspreis des Internationalen Studentenfilmfestival »Sehsüchte« 2003 für 400 km Brandenburg
- BLM Filmpreis beim DOK.fest München 2012 für Das schlechte Feld